# Alonso de Fuentes
Alonso de Fuentes, italianizzato in Alfonso di Fonte (Siviglia, 1515 – 1550 circa), è stato uno scrittore e poeta spagnolo, noto in particolare per l'opera in dialoghi e versi Somma della natural filosofia (Suma de filosofía natural), pubblicata nel 1547 a Siviglia e poi tradotta in italiano da Alfonso de Ulloa in due edizioni veneziane (1557 e 1567), la seconda intitolata Le sei giornate del S. Alfonso di Fonte.

## Opere
- Somma della natural filosofia, Venezia, Plinio Pietrasanta, 1557.
- Le sei giornate del S. Alfonso di Fonte, Venezia, Domenico Farri, 1567.